# Guillem Ramon de Mont-rodon
Guillem Ramon de Mont-rodon   (segle XV - segle XVI) fou abat de Sant Quirze de Colera des de 1522 fins a 1533. Era fill de Bernat de Mont-rodon i de Joana de Belloch, que va fer testament el 1503. Va ser el primer abat comendatari del cenobi i residia a Castelló d'Empúries.